# グロタンディーク位相
グロタンディーク位相（英: Grothendieck topology）とは位相空間上の開集合系が成り立つ性質を公理化し、圏の上に定義された一般化された位相のことである。またそのような位相を持つ圏をサイト（仏、英: site）といい、その位相を用いることにより位相空間上での層の理論が使えてコホモロジー理論を得ることができる。歴史的には代数幾何学のヴェイユ予想を解決するためにアレクサンドル・グロタンディークがエタール・コホモロジーを定義する際に導入された。

## 定義
ファイバー積を持つ圏 C の各対象 S に対し、次の公理を満たす被覆 (covering) と呼ばれる射の族 {\displaystyle \{\phi _{i}\colon T_{i}\rightarrow S\}_{i\in I}} が定義されるとき、圏 C にグロタンディーク位相が定義されたといい、その位相の構造も含めて圏 C をサイト（site）と呼ぶ。
1. 同型射{\displaystyle \phi :T\rightarrow S}はSの被覆である。
2. {\displaystyle \{\phi _{i}:T_{i}\rightarrow S\}_{i\in I}}がSの被覆であるとき、任意の射{\displaystyle \xi :U\rightarrow S}から誘導される射の族{\displaystyle \{\xi _{i}^{*}:T_{i}\times _{S}U\rightarrow U\}_{i\in I}}はUの被覆である。
3. {\displaystyle \{\phi _{i}:T_{i}\rightarrow S\}_{i\in I}}をSの被覆とし、おのおののTiの被覆を{\displaystyle \{\chi _{i,j}:U_{i,j}\rightarrow T_{i}\}_{j\in J_{i}}}とする。このときこれらの合成{\displaystyle \{\phi _{i}\chi _{i,j}:U_{i,j}\rightarrow S\}_{i\in I,j\in J_{i}}}はSの被覆である。

## 例

### エタールサイト
X をスキーム、(Et/X) を X 上エタールなスキームの成す圏とする。このときエタール射の族を被覆と定義することによりエタールサイトが得られ、それを再び (Et/X) で表す。このときの位相をエタール位相という。

### ザリスキサイト
記号は上述のとおりとする。このとき普通のザリスキ位相に関する開埋め込みの族を被覆と定義することによりザリスキサイトが得られる。これを XZar で表す。これは普通のザリスキ位相をグロタンディーク位相として言い表したにすぎない。

## 応用
開集合を被覆に置き換えることにより、層の理論が景上でまったく同様にして成り立つ。そのようにしてエタール景、ザリスキ景およびクリスタリン景上でエタール・コホモロジー、ザリスキ・コホモロジーおよびクリスタリン・コホモロジーが得られる。しかしながら異なるグロタンディーク位相が常に異なるコホモロジー理論を与えるわけではない (グロタンディークの篩)。このような欠点を補う概念としてグロタンディークによるトポスの理論がある。